# Maria Bengtsson (Badminton)
Maria Bengtsson (* 5. März 1964 in Malmö) ist eine ehemalige schwedische Badmintonspielerin.

## Karriere
Höhepunkt ihrer langen und erfolgreichen Laufbahn im Badminton war der Gewinn der Silbermedaillen bei den Weltmeisterschaften 1985 und 1991. 1989 gewann sie Bronze. Bei Europameisterschaften erkämpfte sie sich weitere zehn Medaillen. Bei Olympia war ihre beste Platzierung ein 5. Platz.

## Sportliche Erfolge
| Veranstaltung | Saison                            | Disziplin   | Platz | Name                                                             |
| ------------- | --------------------------------- | ----------- | ----- | ---------------------------------------------------------------- |
| 1977/1978     | Schweden: Einzelmeisterschaft U15 | Dameneinzel | 1     | Maria Bengtsson (BMK Smash)                                      |
| 1977/1978     | Schweden: Einzelmeisterschaft U15 | Mixed       | 1     | Ulf Persson / Maria Bengtsson (BK Smash)                         |
| 1978/1979     | Schweden: Einzelmeisterschaft U17 | Dameneinzel | 1     | Maria Bengtsson (BMK Smash)                                      |
| 1978/1979     | Schweden: Einzelmeisterschaft U17 | Mixed       | 1     | Ulf Persson / Maria Bengtsson (BMK Smash)                        |
| 1978/1979     | Schweden: Einzelmeisterschaft U19 | Damendoppel | 1     | Lena Axelsson / Maria Bengtsson (Lidingö / Smash)                |
| 1979/1980     | Schweden: Einzelmeisterschaft U17 | Mixed       | 1     | Ulf Persson / Maria Bengtsson (BMK Smash)                        |
| 1979/1980     | Schweden: Einzelmeisterschaft U19 | Mixed       | 1     | Manfred Mellqvist / Maria Bengtsson (Västra Frölunda / Smash)    |
| 1979/1980     | Schweden: Einzelmeisterschaft U19 | Damendoppel | 1     | Lena Axelsson / Maria Bengtsson (Lidingö / Smash)                |
| 1979/1980     | Schweden: Einzelmeisterschaft U17 | Damendoppel | 1     | Maria Bengtsson / Christine Magnusson (BK Smash / Täby IS)       |
| 1980/1981     | Schweden: Einzelmeisterschaft U19 | Mixed       | 1     | Manfred Mellqvist / Maria Bengtsson (Västra Frölunda / Smash)    |
| 1980/1981     | Schweden: Einzelmeisterschaft U19 | Damendoppel | 1     | Maria Bengtsson / Christine Magnusson (MBK / Täby IS)            |
| 1981          | Europameisterschaft der Junioren  | Damendoppel | 2     | Christine Magnusson / Maria Bengtsson                            |
| 1981          | USSR International                | Damendoppel | 1     | Christine Magnusson / Maria Bengtsson                            |
| 1981          | Nordische Juniorenmeisterschaften | Damendoppel | 1     | Maria Bengtsson / Christine Magnusson                            |
| 1981/1982     | Schweden: Einzelmeisterschaft U19 | Mixed       | 1     | Ulf Persson / Maria Bengtsson (MBK)                              |
| 1981/1982     | Schweden: Einzelmeisterschaft U19 | Damendoppel | 1     | Maria Bengtsson / Christine Magnusson (MBK / Täby IS)            |
| 1981/1982     | Schweden: Einzelmeisterschaft     | Damendoppel | 1     | Maria Bengtsson / Christine Magnusson (Malmö BMK / Täby BMF)     |
| 1981/1982     | Schweden: Einzelmeisterschaft     | Dameneinzel | 1     | Maria Bengtsson (Malmö BMK)                                      |
| 1982          | Nordische Juniorenmeisterschaften | Damendoppel | 1     | Maria Bengtsson / Christine Magnusson                            |
| 1982/1983     | Schweden: Einzelmeisterschaft     | Damendoppel | 1     | Maria Bengtsson / Christine Magnusson (Malmö BMK / BKC)          |
| 1983          | Nordische Meisterschaften         | Damendoppel | 1     | Maria Bengtsson / Christine Magnusson                            |
| 1983          | Nordische Meisterschaften         | Mixed       | 1     | Thomas Kihlström / Maria Bengtsson                               |
| 1983/1984     | Schweden: Einzelmeisterschaft     | Damendoppel | 1     | Maria Bengtsson / Christine Magnusson (BK Aura / BKC)            |
| 1984          | Europameisterschaft               | Mixed       | 2     | Thomas Kihlström / Maria Bengtsson                               |
| 1984          | Europameisterschaft               | Damendoppel | 3     | Maria Bengtsson / Christine Magnusson                            |
| 1984          | Swedish Open                      | Mixed       | 1     | Thomas Kihlström / Maria Bengtsson                               |
| 1984/1985     | Schweden: Einzelmeisterschaft     | Damendoppel | 1     | Maria Bengtsson / Christine Magnusson (BK Aura / BKC)            |
| 1985          | Swedish Open                      | Mixed       | 1     | Stefan Karlsson / Maria Bengtsson                                |
| 1985          | Weltmeisterschaft                 | Mixed       | 2     | Stefan Karlsson / Maria Bengtsson                                |
| 1985          | Nordische Meisterschaften         | Mixed       | 1     | Stefan Karlsson / Maria Bengtsson                                |
| 1985/1986     | Schweden: Einzelmeisterschaft     | Damendoppel | 1     | Maria Bengtsson / Christine Magnusson (BK Aura / BKC)            |
| 1986          | Europameisterschaft               | Mixed       | 3     | Stefan Karlsson / Maria Bengtsson                                |
| 1986          | Nordische Meisterschaften         | Mixed       | 1     | Jan-Eric Antonsson / Maria Bengtsson                             |
| 1986          | Europameisterschaft               | Damendoppel | 3     | Maria Bengtsson / Christine Magnusson                            |
| 1986/1987     | Schweden: Einzelmeisterschaft     | Damendoppel | 1     | Maria Bengtsson / Christine Magnusson (BK Aura / BKC)            |
| 1987          | Denmark Open                      | Mixed       | 1     | Mark Christiansen / Maria Bengtsson                              |
| 1987          | Dutch Open                        | Damendoppel | 1     | Christine Magnusson / Maria Bengtsson                            |
| 1987          | Dutch Open                        | Mixed       | 1     | Stefan Karlsson / Maria Bengtsson                                |
| 1987/1988     | Schweden: Einzelmeisterschaft     | Damendoppel | 1     | Maria Bengtsson / Christine Magnusson (BK Aura / Spårvägen)      |
| 1988          | Belgian International             | Damendoppel | 1     | Christine Magnusson / Maria Bengtsson                            |
| 1988          | Europameisterschaft               | Damendoppel | 3     | Maria Bengtsson / Christine Magnusson                            |
| 1988          | Scottish Open                     | Mixed       | 1     | Par-Gunnar Jönsson / Maria Bengtsson                             |
| 1988          | Europameisterschaft               | Mixed       | 3     | Jan Erik Antonsson / Maria Bengtsson                             |
| 1988/1989     | Schweden: Einzelmeisterschaft     | Damendoppel | 1     | Maria Bengtsson / Christine Magnusson (BK Aura / Spårvägen)      |
| 1989          | Chinese Taipei Open               | Damendoppel | 1     | Maria Bengtsson / Christine Gandrup                              |
| 1989          | Weltmeisterschaft                 | Damendoppel | 3     | Maria Bengtsson / Christine Magnusson                            |
| 1989          | All England                       | Mixed       | 2     | Jan Erik Antonsson / Maria Bengtson                              |
| 1989/1990     | Schweden: Einzelmeisterschaft     | Mixed       | 1     | Jan-Eric Antonsson / Maria Bengtsson (BKC / BK Aura)             |
| 1989/1990     | Schweden: Einzelmeisterschaft     | Damendoppel | 1     | Maria Bengtsson / Christine Magnusson (BK Aura / Spårvägen)      |
| 1990          | Swedish Open                      | Mixed       | 1     | Jan-Eric Antonsson / Maria Bengtsson                             |
| 1990          | Scottish Open                     | Damendoppel | 1     | Maria Bengtsson / Catharine Bengtsson                            |
| 1990          | Singapur Open                     | Mixed       | 1     | Jan-Eric Antonsson / Maria Bengtsson                             |
| 1990          | Europameisterschaft               | Damendoppel | 3     | Maria Bengtsson / Christine Magnusson                            |
| 1990          | Finnish International             | Damendoppel | 1     | Christine Magnusson / Maria Bengtsson                            |
| 1990          | German Open                       | Mixed       | 1     | Pär-Gunnar Jönsson / Maria Bengtsson                             |
| 1990          | Dutch Open                        | Mixed       | 1     | Par Gunnar Jönsson / Maria Bengtsson                             |
| 1990          | Europameisterschaft               | Mixed       | 2     | Jan Erik Antonsson / Maria Bengtsson                             |
| 1990          | All England                       | Damendoppel | 3     | Maria Bengtsson / Christine Magnusson (Sweden)                   |
| 1990/1991     | Schweden: Einzelmeisterschaft     | Damendoppel | 1     | Catrine Bengtsson / Maria Bengtsson (GBK / BK Aura)              |
| 1990/1991     | Schweden: Einzelmeisterschaft     | Mixed       | 1     | Pär-Gunnar Jönsson / Maria Bengtsson (Västra Frölunda / BK Aura) |
| 1991          | Weltmeisterschaft                 | Damendoppel | 2     | Maria Bengtsson / Christine Magnusson                            |
| 1991          | Finnish International             | Mixed       | 1     | Henrik Svarrer / Maria Bengtsson                                 |
| 1991/1992     | Schweden: Einzelmeisterschaft     | Damendoppel | 1     | Catrine Bengtsson / Maria Bengtsson (GBK / BK Aura)              |
| 1991/1992     | Schweden: Einzelmeisterschaft     | Mixed       | 1     | Pär-Gunnar Jönsson / Maria Bengtsson (Västra Frölunda / BK Aura) |
| 1992          | Europameisterschaft               | Mixed       | 3     | Per Gunnar Jonsson / Maria Bengtsson                             |
| 1992          | Europameisterschaft               | Damendoppel | 3     | Maria Bengtsson / Catrine Bengtsson                              |
| 1992          | Olympia                           | Damendoppel | 5     | Catrine Bengtsson / Maria Bengtsson                              |
| 1992          | Nordische Meisterschaften         | Mixed       | 1     | Par Gunnar Jönsson / Maria Bengtsson                             |
| 1992          | Indonesia Open                    | Mixed       | 1     | Pär-Gunnar Jönsson / Maria Bengtsson                             |
| 1992          | Swiss Open                        | Mixed       | 1     | Mikael Rosén / Maria Bengtsson                                   |
| 1992          | Singapur Open                     | Mixed       | 1     | Pär-Gunnar Jönsson / Maria Bengtsson                             |
| 1992          | Chinese Taipei Open               | Mixed       | 1     | Pär-Gunnar Jönsson / Maria Bengtsson                             |
| 1992          | Swiss Open                        | Damendoppel | 1     | Maria Bengtsson / Catrine Bengtsson                              |
| 1992          | Swedish Open                      | Mixed       | 1     | Pär-Gunnar Jönsson / Maria Bengtsson                             |
| 1992/1993     | Schweden: Einzelmeisterschaft     | Mixed       | 1     | Pär-Gunnar Jönsson / Maria Bengtsson (Västra Frölunda / BK Aura) |
| 1993          | Swiss Open                        | Mixed       | 1     | Pär-Gunnar Jönsson / Maria Bengtsson                             |
| 1994          | Norwegian International           | Mixed       | 1     | Robert Larsson / Maria Bengtsson                                 |
| 1994          | Norwegian International           | Damendoppel | 1     | Maria Bengtsson / Margit Borg                                    |
| 1994          | Swiss Open                        | Damendoppel | 3     | Christine Magnuson / Maria Bengtsson                             |
| 1994/1995     | EBU Circuit                       | Damendoppel | 1     | Maria Bengtsson / Margit Borg                                    |
| 1994/1995     | Schweden: Einzelmeisterschaft     | Damendoppel | 1     | Maria Bengtsson / Margit Borg (BK Aura / MBK)                    |
| 1995          | Scottish Open                     | Damendoppel | 1     | Maria Bengtsson / Catrine Bengtsson                              |
| 1995          | French Open                       | Damendoppel | 1     | Margit Borg / Maria Bengtsson                                    |
| 1995          | Malmö International               | Damendoppel | 1     | Margit Borg / Maria Bengtsson                                    |
| 1996          | Malmö International               | Damendoppel | 1     | Margit Borg / Maria Bengtsson                                    |
| 1996          | Malmö International               | Mixed       | 1     | Robert Larsson / Maria Bengtsson                                 |